# Nienhagen (Gilten)
Nienhagen è una frazione (Ortsteil) del comune di Gilten, nel land della Bassa Sassonia, in Germania.

## Storia
Già comune autonomo nel circondario di Fallingbostel, fu soppresso e incorporato a Sarstedt il 1º marzo 1974.